# Svetlana Ražnatović

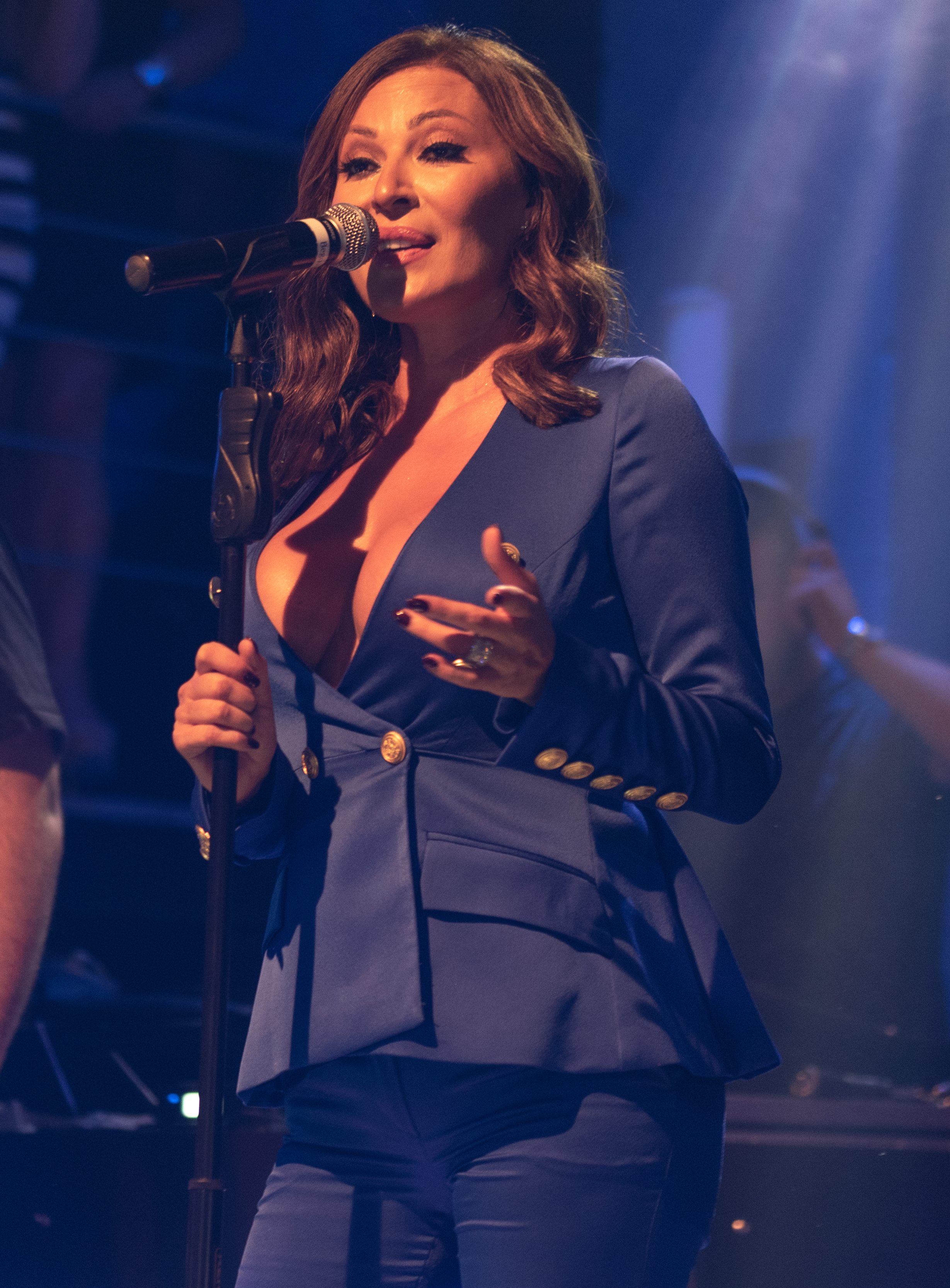
Ceca auf einem Konzert in Düsseldorf (2018)

Svetlana Ražnatović (serbisch-kyrillisch Светлана Ражнатовић; * 14. Juni 1973 in Prokuplje, Geburtsname Veličković Величковић) ist eine serbische Sängerin des Turbo-Folk, die unter ihrem Künstlernamen Ceca (Цеца) insbesondere in den Nachfolgestaaten Jugoslawiens und in Südosteuropa populär und umstritten ist. Sie gilt als eine der kommerziell erfolgreichsten Sängerinnen des ehemaligen Jugoslawiens.

## Leben, Karriere und Kontroversen
Ceca wurde in der Stadt Prokuplje geboren und wuchs im nahegelegenen Dorf Žitorađa auf. Bekanntheit als Sängerin erlangte sie im Alter von 15 Jahren mit ihrem Debütalbum Cvetak zanovetak (1988) beim Musiklabel PGP-RTB. Ihre gleichnamige Single wurde im Jahr 1988 auf dem Ilidža Volksmusikfestival zum Song des Jahres gekrönt. Ihre Popularität und ihr kommerzieller Erfolg wuchsen in den 1990ern durch die Zusammenarbeit mit dem Songwriter-Duo Marina Tucaković und Milan Radulović, woraus unter anderem die Hits Kukavica (1992), Beograd (1995) und Idi dok si mlad (1995) hervorgegangen sind.
Im Jahr 1995 heiratete Ceca den wegen Kriegsverbrechen angeklagten Warlord Željko Ražnatović „Arkan“, mit dem sie zwei Kinder hat. Die Hochzeit im Jahr 1995 wurde international im Fernsehen übertragen und durch die lokalen Medien als ein „serbisches Märchen“ dargestellt. Ceca widmete viele ihrer Lieder direkt oder indirekt Arkan (z. B. Kukavica, Lepi grome moj). Im Jahr 2000 wurde ihr Ehemann in Belgrad erschossen und Ceca erbte die Präsidentschaft des Belgrader Fußballclubs FK Obilić, die sie nach einigen Jahren verkaufte.
Nach einer einjährigen Pause, ausgelöst durch den Tod ihres Ehemannes, veröffentlichte Ceca 2001 ihr bis dato erfolgreichstes Album Decenja. Im Jahr 2002 gab sie im Marakana-Stadion in Belgrad, vor etwa 70.000 Fans, ein Konzert im Gedenken an ihren ermordeten Ehemann, bei dem Wunderkerzen brannten und Sprechchöre den Kampfnamen „Arkan“ ihres Mannes anstimmten. Ihr Open-Air-Konzert im Belgrader Stadtteil Ušće im Jahr 2006, soll sogar über 100.000 Besucher gehabt haben. Im Jahr 2005 ließ sie sich für die serbische Ausgabe des US-amerikanischen Männermagazins Playboy ablichten.
Cecas Beziehung zu Ražnatović und die daraus resultierenden Kontakte zur Unterwelt machten sie für eine lange Zeit unantastbar. Nach dem tödlichen Attentat auf den Ministerpräsidenten Serbiens Zoran Đinđić im Jahr 2003, wurde Ceca in der darauffolgenden Polizeioperation Sablja (Säbel), wegen illegalen Waffenbesitzes festgenommen. Bei Ceca wurden unter anderem mehrere Waffen, als auch verschiedene Antiquitäten zweifelhafter Herkunft beschlagnahmt. Anschließend verbrachte sie 121 Tage in Untersuchungshaft und es häuften sich die kritischen Berichte zu ihrer Person, sodass sie nach ihrer Haftentlassung ein Gerichtsverfahren gegen das Boulevardblatt Kurir in Gang setzte.
Ende Januar 2007 wurde Ceca im Prozess gegen Mitglieder des mafiösen Zemun-Clans von einem Kronzeugen beschuldigt, den Besitzer des serbischen Fernsehsenders TV Pink Željko Mitrović als kapitalkräftiges Entführungsopfer vorgeschlagen zu haben. Dieser hatte in der Vergangenheit mit bevorzugten Sendeplätzen in seinem Programm erheblich zur Popularität Cecas beigetragen. Nach Bekanntwerden dieser Beschuldigungen wurden die Videos von Ceca aus dem Programm des Fernsehsenders genommen.
Cecas Lied Anđeo drugog reda (aus ihrem Album Poziv) ist im deutschen Spielfilm Tigermilch (2017) zu hören.
Einen drohenden Prozess konnte sie im Frühjahr 2011 durch einen Deal mit der Belgrader Staatsanwaltschaft abwenden. Sie hatte gestanden, als Präsidentin des Belgrader Fußballclubs FK Obilić Gelder des Vereins in Höhe von 5 Millionen Euro aus dem Transfer von Spielern an ausländische Clubs auf private Konten abgezweigt zu haben. Als Strafe musste sie eine Strafe in Höhe von 1,5 Millionen Euro zahlen und ein Jahr Hausarrest abbüßen, von dem ihr aber vier Monate wegen der im Jahr 2003 verbüßten Untersuchungshaft erlassen wurden.
Des Weiteren ist Ceca wegen einiger Rechtsfragen von offiziellen Stellen Kroatiens zur Persona non grata erklärt und mit einem Einreiseverbot belegt worden.
Am 12. November 2022 wurde ihr Auftritt auf dem Balkanfestival im schweizerischen Dietikon aufgrund einer Bombendrohung unterbrochen. Nach der polizeilichen Entwarnung durfte Ceca wieder auftreten.

## Diskografie

### Alben
- 1988: Cvetak zanovetak
- 1989: Ludo srce
- 1990: Pustite me da ga vidim/To, Miki
- 1991: Babaroga
- 1993: Šta je to u tvojim venama/Kukavica
- 1994: Ja još spavam u tvojoj majici
- 1995: Fatalna ljubav
- 1996: Emotivna luda
- 1997: Maskarada
- 1999: Ceca 2000
- 2001: Decenija
- 2004: Gore od ljubavi
- 2006: Idealno loša
- 2011: Ljubav živi
- 2013: Poziv
- 2016: Autogram

### Remix-Alben
- 2005: London Mix
- 2012: C-Club

### Singles (Auswahl)
| - 1989: Zabraniću Srcu Da Te Voli - 1990: Pustite me da ga vidim - 1992: U snu ljubim medna usta (mit Dragan Kojić) - 1992: Neču protiv druga svog (mit Rade Šerbedžija) - 1994: K'o na grani jabuka (mit Željko Šašić) - 1994: Ja još spavam u tvojoj majici - 1995: Beograd - 1995: Volela Sam, Volela - 1995: Nije Monotonija - 1995: Idi Dok Si Mlad - 1996: Doktor - 1996: Neodoljiv - Neumoljiv - 1996: Kad Bi Bio Ranjen - 1996: Mrtvo More - 1996: Ličiš Na Moga Oca - 1999: Drugarice - 2001: 39,2 - 2001: Tačno Je - 2001: Bruka - 2001: Zabranjeni Grad - 2001: Dragane Moj - 2004: Gore od ljubavi - 2004: Pazi Sa Kim Spavaš - 2004: Neću Dugo - 2004: Plan B - 2006: Pile - 2006: Lepi Grome Moj - 2006: Manta, Manta | - 2006: Koža Pamti - 2007: Vreme za ljubav ističe (mit Oliver Mandić) - 2011: Sve Što Imam I Nemam - 2013: Da Raskinem Sa Njom - 2013: Ime I Prezime - 2013: Turbulentno - 2013: Brat - 2013: Poziv - 2013: 5 Minuta - 2013: Dobro Sam Prošla - 2013: Udaće Se Suze Moje - 2013: Vidimo Se Daso - 2013: Mrzi Me - 2014: Ne zanosim se ja (mit Aca Lukas) - 2016: Autogram - 2016: Trepni - 2016: Metar Odavde - 2016: Nevinost - 2016: Jadna Ti Je Moja Moć - 2016: Didule - 2016: Dobrotvorne Svrhe - 2016: Cigani - 2016: Anđeo Drugog Reda - 2017: Lazov notorni (mit Saša Matić) - 2024: Za Kraj - 2024: Ne racunaj na mene (mit Maya Berovic) - 2024: Više od sreće (mit Željko Joksimović) - 2024: Muškarčina (mit Voyage) |